# Skegness
Skegness je přímořské letovisko v anglickém hrabství Lincolnshire. Město má necelých dvacet tisíc obyvatel, leží 70 km východně od hlavního města hrabství Lincolnu a 185 km severně od Londýna. Název města pochází z dánského Skeggi ness (Skeggiho poloostrov) a odkazuje k legendárnímu zakladateli Skegnessu, vikingovi s přezdívkou Skeggi (Vousáč).
Město leží na pobřeží Severního moře a je obklopeno rozlehlými písečnými plážemi. V roce 1936 založil Billy Butlin prázdninový tábor na předměstí Ingoldmells, díky kterému se stal průkopníkem cenově dostupné rekreace pro lidové vrstvy. Ročně navštíví Skegness více než milion turistů. Zdejší pláže obdržely modrou vlajku za čistotu vody, větrné podnebí umožňuje věnovat se jachtingu, populárním sportem je také bowls, pro děti se pořádají populární projížďky na oslících. Nachází se zde zábavní park, nákupní promenáda, muzeum zemědělství, rezervace lachtanů a další mořské fauny, molo dlouhé 118 metrů, hodinová věž z roku 1897, botanická zahrada a fontána se sochou Veselého rybáře, který je symbolem města. Každoročně v srpnu se koná velký karneval. V létě 1962 vystupoval ve Skegnessu Ringo Starr se skupinou Rory Storma a právě zde dostal nabídku na přestup do The Beatles.
Rodáky ze Skegnessu jsou zpěvák Graham Bonnet (* 1947) a fotbalový brankář Ray Clemence (1948–2020).